# Juillé (Sarthe)
Juillé ist eine französische Gemeinde mit 412 Einwohnern (Stand: 1. Januar 2022) im Département Sarthe in der Region Pays de la Loire; sie gehört zum Arrondissement Mamers und zum Kanton Sillé-le-Guillaume. Die Einwohner werden Juilléens genannt.

## Geographie
Juillé liegt etwa 25 Kilometer nördlich von Le Mans am Fluss Sarthe. Umgeben wird Juillé von den Nachbargemeinden Piacé im Norden, Vivoin im Osten, Beaumont-sur-Sarthe im Süden sowie Saint-Christophe-du-Jambet im Westen.

## Bevölkerungsentwicklung
| 1962                      | 1968 | 1975 | 1982 | 1990 | 1999 | 2006 | 2018 |
| ------------------------- | ---- | ---- | ---- | ---- | ---- | ---- | ---- |
| 325                       | 301  | 302  | 359  | 431  | 458  | 446  | 459  |
| Quelle: Cassini und INSEE |      |      |      |      |      |      |      |

## Sehenswürdigkeiten
- gallorömische Befestigung am alten Schloss, jeweils Monument historique
- Kirche Saint-Julien

## Gemeindepartnerschaft
Mit der britischen Gemeinde Tetford in Lincolnshire (England) besteht eine Gemeindepartnerschaft.